# Список глав правительства Мали
Список глав правительства Мали включает лиц, возглавлявших правительство Мали со времени провозглашения в 1958 году автономной Суданской республики, пришедшей на смену французской заморской территории в Западной Африке.
В списке принято выделение периодов в соответствии с официальным названием государства, при этом в историографии также используется их выделение по времени действия конституций (по аналогии с выделением периодов истории Французской республики):
- Первая республика (фр. La 1re république) — Конституция 22 сентября 1960 года;
- Вторая республика (фр. La 2e république) — Конституция 2 июня 1974 года;
- Третья республика (фр. La 3e république) — Конституция 12 января 1992 года;
- Четвёртая республика (фр. La 4e république) — Конституция 22 июля 2023 года.

В настоящее время правительство страны возглавляет Премьер-министр переходного периода (фр. Premier ministre de la Transition). Согласно действующей конституции, принятой в 2023 году, после окончания переходного периода полномочия главы правительства вернутся Премьер-министру. Посвящённые правительству статьи с 75 по 82, устанавливают, что премьер-министра назначает президент и поручает сформировать кабинет министров. Глава правительства председательствует на заседаниях кабмина, координирует и контролирует его деятельность, распределяет задачи между министрами. Премьер-министр также составляет программу деятельности правительства и представляет её на утверждение Национальному собранию (парламенту).
В январе 2022 года из-за ухудшения отношений с правительством Франции правительство Мали объявило о придании статуса официального языку бамана, по новой конституции французский был лишён статуса официального языка, став вместо этого рабочим языком. В то же время 13 национальных языков, а именно бамана, бобо, бозо, догонский, фула, хассания, кассонке, манинка, миньянка, сенуфо, сонгайские языки, сонинке и тамашек, стали официальными языками.
Использованная в первом столбце таблиц нумерация является условной; также условным является использование в первом столбце цветовой заливки, служащей для упрощения восприятия принадлежности лиц к различным политическим силам без необходимости обращения к столбцу, отражающему партийную принадлежность. Наряду с партийной принадлежностью, в столбце «Партия» также отражён беспартийный статус персоналий. В столбце «Выборы» отражены состоявшиеся выборные процедуры или иные основания получения полномочий главы государства, утвердившего после своего вступления в должность главу правительства. Для удобства список разделён на принятые в историографии периоды истории страны. Приведённые в преамбулах к каждому из разделов описания этих периодов призваны пояснить особенности её политической жизни.

## Суданская Республика (автономия, 1958—1960)
В 1890 году в результате продолжительной французской экспансии вглубь районов Западного Судана захваченные территории получили статус колонии под названием Французский Судан. В 1902 году колония стала частью административного объединения Сенегамбия и Нигер (реорганизовано в 1904 году в Верхний Сенегал и Нигер). В 1946 году Французский Судан получил статус заморской территории в рамках Французского союза, ему было предоставлено право создавать политические организации и представлять себя во французском парламенте. Появились первые партии, выступавшие за политическую и экономическую независимость от Франции. К концу 1950-х годов одна из таких партий, Суданский союз, взяла под контроль все общественно-политические организации, став единственной легальной партией. В 1957 году в стране введён режим ограниченной автономии, а в ноябре 1958 года — предоставлен статус автономной Суданской Республики (фр. République Soudanaise) в рамках Французского сообщества.
В январе 1959 года парламенты Суданской Республики, Сенегала и Верхней Вольты ратифицировали конституцию Федерации Мали — объединения автономных государств, 4 апреля на заседании федерального парламента было объявлено о её создании. 20 июня 1960 года федерация провозгласила независимость от Франции, однако уже 5 августа из неё вышла Верхняя Вольта (де-факто — в марте 1959 года), а 20 августа — Сенегал. 22 сентября Национальное собрание (парламент) объявило о роспуске федерации и провозгласило суверенитет Республики Мали.
|        | Портрет | Имя (годы жизни)                                             | Полномочия     | Полномочия       | Партия                                                   | Наименование должности | Пр.   |
| Начало | Портрет | Имя (годы жизни)                                             | Окончание      |                  | Партия                                                   | Наименование должности | Пр.   |
| ------ | ------- | ------------------------------------------------------------ | -------------- | ---------------- | -------------------------------------------------------- | --- | ----- |
| 1      |         | Жан-Мари Коне (1913—1988) фр. Jean-Marie Koné                | 24 ноября 1958 | 15 апреля 1959   | Суданский союз — Африканское демократическое объединение | Председатель Временного Правительственного совета Суданской Республики фр. Président du Conseil de Gouvernement provisoire de la République soudanaise | [ 5 ] |
| 2 (I)  |         | Мамаду Модибо Кейта (1915—1977) фр. Mamadou dit Modibo Keita | 15 апреля 1959 | 22 сентября 1960 | Суданский союз — Африканское демократическое объединение | Председатель Правительственного совета Суданской Республики фр. Président du Conseil de Gouvernement de la République soudanaise                       | [ 6 ] |

## Республика Мали (с 1960)
22 сентября 1960 года Национальное собрание Суданской республики (парламент) объявило о роспуске Федерации Мали и провозгласило суверенитет Республики Мали (фр. République du Mali). Главой государства стал действующий председатель Временного правительства Модибо Кейта. В середине 1960-х годов обострились разногласия в государственном аппарате страны. Группа «умеренных» настаивала на изменении взятого Кейтой курса на развитие плановой экономики: отказе от государственной монополии во внешней торговле и привлечении иностранного капитала, ликвидации убыточных предприятий, укреплении связей со странами Запада. В 1967 году Кейта распустил политбюро Суданского союза и парламент Мали, сформировал новый высший орган власти — Национальный комитет защиты революции (НКЗР). В ноябре 1968 года в ходе военного переворота к власти пришёл лейтенант Мусса Траоре. В результате переворота, Кейта, члены НКЗР и политбюро Суданского союза были арестованы; действие конституции было приостановлено; общественно-политические организации запрещены. Управление страной перешло к созданному Траоре Военному комитету национального освобождения, правительство возглавил Йоро Диаките.
В июне 1974 года была принята новая конституция, устанавливающая в стране пятилетний переходный к гражданскому правлению период. Основной закон также закрепил однопартийную политическую систему. Создана партия Демократический союз малийского народа, генеральным секретарём которой стал Траоре. В июне 1979 года Траоре был избран президентом Мали (переизбран в 1985 году). В конце 1980-х годов началась перестройка политической системы страны, инициатором которой выступили профсоюзы и оппозиционные партии Альянс за демократию в Мали и Национальный конгресс демократической инициативы. В марте 1991 года профсоюзы призвали граждан к всеобщей забастовке. 22 марта в стране было введено чрезвычайное положение. 26 марта в результате переворота Траоре был арестован военными во главе с подполковником Амаду Тумани Туре. Власть перешла к Совету национального примирения (с 31 марта — Переходный комитет спасения народа), кабинет министров временно возглавил Сумана Сакко. В январе 1992 года на референдуме принята новая конституция. В апреле Альфа Умар Конаре был избран новым президентом Мали (переизбран в 1997 году). В 2002 году на президентских выборах одержал победу Туре, назначивший премьер-министром Ахмеда Мухаммеда аг Амани.
В марте 2012 года, на фоне восстания туарегов на севере страны, в Мали произошёл военный переворот под руководством капитана Амаду Саного; президент и премьер-министр Сиссе Мариам Кайдама Сидибе свергнуты; власть в стране перешла к Национальному комитету по восстановлению демократии и возрождению государства, приостановившему действие Конституции. 6 апреля туареги-сепаратисты, воспользовавшись переворотом, провозгласили Независимое Государство Азавад. В ходе продолжавшейся войны с сепаратистами Совет Безопасности ООН в октябре принял Резолюцию 2071, санкционировавшую военное вмешательство Франции для борьбы с исламистами в Азаваде. Национальное движение за освобождение Азавада начало мирные переговоры с правительством Мали об отказе от полной независимости Азавада и предоставлении ему статуса автономии, а также о помощи в борьбе с террористическими группировками. В июне 2013 года между правительством и сепаратистами было подписано мирное соглашение о прекращении огня. В июле состоялись президентские выборы, на которых одержал победу Ибрагим Бубакар Кейта.
В марте 2020 года, незадолго до выборов в Национальное собрание, джихадистами был похищен оппозиционный кандидат от партии Союз за республику и демократию Сумаила Сиссе. Похищение Сиссе, споры о легитимности выборов, продолжающееся сопротивление исламистов на востоке Мали и неустойчивая экономика привели к всеобщим протестам с призывом отстранить от власти президента страны. 18 августа военные во главе с полковником Ассими Гоитой подняли мятеж, арестовав Кейту и премьер-министра Бубу Сиссе. Власть перешла к Национальному комитету спасения народа. 25 сентября комитет объявил об установлении переходного к гражданскому правлению периода продолжительностью 18 месяцев. Ба Ндау был назначен президентом в этот период, а Моктар Уан — премьер-министром. В январе 2021 года правительство распустило комитет. 24 мая после перестановок в кабинете министров (в том числе увольнении двух лидеров мятежа) вице-президент Гоита совершил переворот, арестовав Ндау и премьер-министра. В декабре Гоита объявил о продлении переходного периода на 5 лет — до 2026 года. Однако в июле 2022 года правительство Мали на саммите ЭКОВАС согласилось сократить переходный период и провести президентские выборы на три года раньше, в феврале 2024 года. В июне 2023 года в стране прошёл референдум, на котором была принята новая конституция, сократившая полномочия премьер-министра. В феврале 2024 года было объявлено, что президентские выборы пройдут 26 марта, а по истечении этого срока — отложены на неопределённый срок.
Курсивом и серым цветом выделены даты начала и окончания полномочий Абдулае Майги, временно замещавшего Шогеля Кокаллу Майгу, находившегося на лечении в Бамако.
| | Портрет            | Имя (годы жизни)                                                        | Полномочия       | Полномочия         | Партия                                                                            | Выборы        | Кабинет           | Пр.    |
| Начало | Портрет            | Имя (годы жизни)                                                        | Окончание        |                    | Партия                                                                            | Выборы        | Кабинет           | Пр.    |
| --- | ------------------ | ----------------------------------------------------------------------- | ---------------- | ------------------ | --------------------------------------------------------------------------------- | ------------- | ----------------- | ------ |
| 2 (II—III) |                    | Мамаду Модибо Кейта (1915—1977) фр. Mamadou dit Modibo Keita            | 22 сентября 1960 | 20 января 1961     | Суданский союз — Африканское демократическое объединение                          | [ комм. 2 ]   | Модибо Кейта      | [ 6 ]  |
| 2 (II—III) | 20 января 1961     | Мамаду Модибо Кейта (1915—1977) фр. Mamadou dit Modibo Keita            | 19 ноября 1968   | [ комм. 4 ]        | Суданский союз — Африканское демократическое объединение                          |               | Модибо Кейта      | [ 6 ]  |
| 3 |                    | Йоро Диаките (1932—1973) фр. Yoro Diakité                               | 19 ноября 1968   | 18 сентября 1969   | военный                                                                           | [ комм. 5 ]   | Диаките           | [ 14 ] |
| С 18 сентября 1969 года по 6 июня 1986 года — должность упразднена (правительство подчинено непосредственно президенту Мали) |                    |                                                                         |                  |                    |                                                                                   |               |                   |        |
| 4 |                    | Мамаду Дембеле (1936—2016) фр. Mamadou Dembélé                          | 6 июня 1986      | 6 июня 1988        | Демократический союз малийского народа                                            | 1985          | Дембеле           | [ 15 ] |
| С 6 июня 1988 года по 2 апреля 1991 года — должность упразднена (правительство подчинено непосредственно президенту Мали)    |                    |                                                                         |                  |                    |                                                                                   |               |                   |        |
| и. о. |                    | Сумана Сакко (1950—) фр. Soumana Sako                                   | 2 апреля 1991    | 9 июня 1992        | беспартийный                                                                      | [ комм. 6 ]   | Сакко             | [ 15 ] |
| 5 |                    | Юнусси Туре (1941—2022) фр. Younoussi Touré                             | 9 июня 1992      | 12 апреля 1993     | Альянс за демократию в Мали — Африканская партия за солидарность и справедливость | 1992          | Туре              | [ 15 ] |
| 6 |                    | Абдулайе Секу Су (1931—2013) фр. Abdoulaye Sékou Sow                    | 12 апреля 1993   | 4 февраля 1994     | Альянс за демократию в Мали — Африканская партия за солидарность и справедливость | 1992          | Су                | [ 16 ] |
| 7 (I—II) |                    | Ибрагим Бубакар Кейта (1945—2022) фр. Ibrahim Boubacar Keïta            | 4 февраля 1994   | 14 сентября 1997   | Альянс за демократию в Мали — Африканская партия за солидарность и справедливость | 1992          | Ибрагим Кейта     | [ 17 ] |
| 7 (I—II) | 14 сентября 1997   | Ибрагим Бубакар Кейта (1945—2022) фр. Ibrahim Boubacar Keïta            | 15 февраля 2000  | 1997               | Альянс за демократию в Мали — Африканская партия за солидарность и справедливость |               | Ибрагим Кейта     | [ 17 ] |
| 8 |                    | Манде Сидибе (1940—2009) фр. Mandé Sidibé                               | 15 февраля 2000  | 1997               | Альянс за демократию в Мали — Африканская партия за солидарность и справедливость | 18 марта 2002 | Манде Сидибе      | [ 18 ] |
| 9 (I) |                    | Модибо Кейта (1942—2021) фр. Modibo Keïta                               | 18 марта 2002    | 1997               | Альянс за демократию в Мали — Африканская партия за солидарность и справедливость | 9 июня 2002   | Модибо Кейта (I)  | [ 19 ] |
| 10 |                    | Ахмед Мухаммед аг Амани (1942—) фр. Ahmed Mohamed ag Hamani             | 9 июня 2002      | 30 апреля 2004     | беспартийный                                                                      | 2002          | Амани             | [ 20 ] |
| 11 |                    | Усман Иссуфи Майга (1946—) фр. Ousmane Issoufi Maïga                    | 30 апреля 2004   | 28 сентября 2007   | беспартийный                                                                      | 2002          | Усман Майга       | [ 21 ] |
| 12 (I—II) |                    | Модибо Сидибе (1952—) фр. Modibo Sidibé                                 | 28 сентября 2007 | 9 апреля 2009      | беспартийный                                                                      | 2007          | Модибо Сидибе (I) | [ 22 ] |
| 12 (I—II) | 9 апреля 2009      | Модибо Сидибе (1952—) фр. Modibo Sidibé                                 | 3 апреля 2011    | Модибо Сидибе (II) | беспартийный                                                                      | 2007          |                   | [ 22 ] |
| 13 |                    | Сиссе Мариам Кайдама Сидибе (1948—2021) фр. Cissé Mariam Kaïdama Sidibé | 3 апреля 2011    | 22 марта 2012      | беспартийный                                                                      | 2007          | Сиссе Сидибе      | [ 23 ] |
| С 22 марта по 17 апреля 2012 года — должность вакантна                                                                       |                    |                                                                         |                  |                    |                                                                                   |               |                   |        |
| и. о. |                    | Модибо Диарра (1952—) фр. Modibo Diarra                                 | 17 апреля 2012   | 20 августа 2012    | Объединение за развитие Мали                                                      | [ комм. 8 ]   | Диарра (I)        | [ 24 ] |
| и. о. | 20 августа 2012    | Модибо Диарра (1952—) фр. Modibo Diarra                                 | 11 декабря 2012  | Диарра (II)        | Объединение за развитие Мали                                                      | [ комм. 8 ]   |                   | [ 24 ] |
| и. о. |                    | Джанго Сиссоко (1948—2022) фр. Diango Cissoko                           | 11 декабря 2012  | 22 июня 2013       | беспартийный                                                                      | [ комм. 8 ]   | Сиссоко (I)       | [ 25 ] |
| и. о. | 22 июня 2013       | Джанго Сиссоко (1948—2022) фр. Diango Cissoko                           | 5 сентября 2013  | Сиссоко (II)       | беспартийный                                                                      | [ комм. 8 ]   |                   | [ 25 ] |
| 14 |                    | Умар Татам Ли (1963—) фр. Oumar Tatam Ly                                | 5 сентября 2013  | 9 апреля 2014      | беспартийный                                                                      | 2013          | Ли                | [ 26 ] |
| 15 |                    | Мусса Мара (1975—) фр. Moussa Mara                                      | 9 апреля 2014    | 9 января 2015      | Партия перемен                                                                    | 2013          | Мара              | [ 27 ] |
| 9 (II) |                    | Модибо Кейта (1942—2021) фр. Modibo Keïta                               | 9 января 2015    | 10 апреля 2017     | Демократический союз малийского народа                                            | 2013          | Модибо Кейта (II) | [ 19 ] |
| 16 |                    | Абдулае Идрисса Майга (1958—) фр. Abdoulaye Idrissa Maïga               | 10 апреля 2017   | 30 декабря 2017    | Объединение за Мали                                                               | 2013          | Абдулае Майга     | [ 28 ] |
| 17 (I—II) |                    | Сумейлу Бубэйе Майга (1954—2022) фр. Soumeylou Boubèye Maïga            | 30 декабря 2017  | 4 сентября 2018    | Альянс за солидарность в Мали — Объединение патриотических сил                    | 2013          | Сумейлу Майга     | [ 29 ] |
| 17 (I—II) | 4 сентября 2018    | Сумейлу Бубэйе Майга (1954—2022) фр. Soumeylou Boubèye Maïga            | 23 апреля 2019   | 2018               | Альянс за солидарность в Мали — Объединение патриотических сил                    |               | Сумейлу Майга     | [ 29 ] |
| 18 (I—II) |                    | Бубу Сиссе (1974—) фр. Boubou Cissé                                     | 23 апреля 2019   | 2018               | 27 июля 2020                                                                      | беспартийный  | Сиссе (I)         | [ 30 ] |
| 18 (I—II) | 27 июля 2020       | Бубу Сиссе (1974—) фр. Boubou Cissé                                     | 18 августа 2020  | 2018               | Сиссе (II)                                                                        | беспартийный  |                   | [ 30 ] |
| С 18 августа по 28 сентября 2020 года — должность вакантна                                                                   |                    |                                                                         |                  |                    |                                                                                   |               |                   |        |
| 19 (I—II) |                    | Моктар Уан (1955—) фр. Moctar Ouane                                     | 28 сентября 2020 | 24 мая 2021        | беспартийный                                                                      | [ комм. 10 ]  | Уан (I)           | [ 31 ] |
| 19 (I—II) | 24 мая 2021 (часы) | 24 мая 2021 (часы)                                                      | Уан (II)         |                    | беспартийный                                                                      | [ комм. 10 ]  |                   | [ 31 ] |
| С 26 мая по 7 июня 2021 года — должность вакантна                                                                            |                    |                                                                         |                  |                    |                                                                                   |               |                   |        |
| 20 |                    | Шогель Кокалла Майга (1958—) фр. Choguel Kokalla Maïga                  | 7 июня 2021      | 20 ноября 2024     | Патриотическое движение за обновление                                             | [ комм. 12 ]  | Шогель Майга      | [ 32 ] |
| и. о. |                    | Абдулае Майга (1981—) фр. Abdoulaye Maïga                               | 21 августа 2022  | 5 декабря 2022     | военный                                                                           | [ комм. 12 ]  | Шогель Майга      | [ 33 ] |
| 21 | 21 ноября 2024     | Абдулае Майга (1981—) фр. Abdoulaye Maïga                               | действующий      | Абдулае Майга      | военный                                                                           | [ комм. 12 ]  |                   | [ 33 ] |